# Jhorman Flores
Pour les articles homonymes, voir Flores.
Flores  Cañas est un nom espagnol. Le premier nom de famille, en général paternel, est Flores ; le second, en général maternel, souvent omis, est Cañas.
Jhorman Flores Cañas (né le 10 août 1993 à Santa Cruz de Mora) est un coureur cycliste vénézuélien.

## Palmarès et résultats

### Palmarès par année
- 2016
  - 3e étape du Clásico Ciclístico JHS
- 2017
  - 3e du Tour du Táchira
- 2020
  - Ascensión a los Nevados de Chillán :
    - Classement général
    - 4e étape

### Classements mondiaux
| Année            | 2016 | 2017 |
| ---------------- | ---- | ---- |
| UCI America Tour | 385e | 127e |